# مهرجان الأغنية السويدية
مهرجان الأغنية السويدية أو ميلوديفيستيفالن (بالفرنسية: Melodifestivalen)‏ مهرجان سنوي يقام كل عام ويكون برعاية التلفزيون السويدي SVT. الفائز بالمسابقة يمثل السويد في مسابقة موسيقية تتنافس فيها الدول الأوربية والمسماة ب Eurovision Song Contest (ESC). مهرجان الاغنية السويدية يقام كل عام بين شهري كانون الثاني وآذار. وقد بدأت هذه المسابقات منذ عام 1958، وقد تغير تصميم وهيكل المسابقة وقواعد التصويت على الأغاني المترشحة للنهائي خلال الأعوام المتتالية. تتنافس الاغاني المشاركة في المهرجان ضمن مجموعات. وفي الدورات الحديثة، تتنافس اربع مجموعات تتضمن كل مجموعة 7 أغاني، حيث يتم ترشيح أغنيتين للحفل النهائي من كل مجموعة وأغنيتين اخريتين لترشيحهم إلى مجموعة جديدة تدعى مجموعة «فرصة أخرى» وذلك حسب الترتيب في التصويت. وبعد ان تترشح الاغنيات من المجموعات الأربعة يتم بعد ذلك ترشيح 4 أغاني من مجموعة «الفرصة الأخرى» للحفل النهائي. ليكون بذلك اجمالي المجموعات المتنافسة 4 مجموعات ومجموعة «الفرصة الأخرى» ويكون مجموع الأغاني المتأهلة للحفل النهائي 12 أغنية إجمالا. تتنافس الأغاني ضمن المجموعات فيما بينها ضمن حفلات موسيقية تقام في مدن سويدية مختلفة.

## التصويت ولجنة التحكيم
يتم ترشيح الأغاني المتنافسة ضمن المجموعات عن طريق الرسائل القصيرة SMS أو عن طريق اتصال مباشر أو عن طريق تطبيق Melodifestivalen. حيث يتم التصويت في جولتين ضمن كل مجموعة يتم ابعاد أغنيتين الأقل تصويتا في الجولة الأولى وفي الجولة الثانية من التصويت يتم ترشيح أغنيتين الأكثر تصويتا للنهائي اما أغنيتي المركز الثالث والرابع تترشح لمجموعة «فرصة أخرى».
اما كيفية التصويت في الحفل النهائي يكون عن بالمناصفة بين 11 لجنة حكم دولية – خارج السويد، 11 دولة أوروبية مختلفة، وبين التصويت من قبل المشاهدين السويديين. ويكون التصويت من قبل لجنة الحكم على شكل نقاط حيث بإمكان الأغاني الحصول على النقاط التالية 1، 2,3، 4,8، 10، 12 نقطة. وحتى تصويت الجمهور يتحول إلى شكل نقاط والاغنية الفائزة هي التي تحصل على اعلى مجموع نقاط من كلا التصوتين، داخل وخارج السويد.
تعتبر حفلات الاغنية السويدية Melodifestivalen والتي تبثه التلفزيون السويدي SVT من أكثر البرامج مشاهدة عبر التلفاز والبرنامج الأكثر شعبية وتفاعلا من الشعب السويدي حيث تزداد نسبة التصويت وتصل إلى ارقام قياسية.

## روابط خارجية
- مهرجان الأغنية السويدية على موقع ميوزك برينز (الإنجليزية)
- مهرجان الأغنية السويدية على موقع قاعدة بيانات الفيلم (الإنجليزية)